# Patrik Hradecký
Patrik Hradecký (* 6. dubna 2001 Domažlice) je český multižánrový zpěvák, muzikant a herec. Mnohonásobný vítěz nejrůznějších pěveckých soutěží (Zpěváček, Pražský pěvec, LittleStar, Soutěže ZUŠ, Oběžná dráha, Karlovarský skřivánek, Písňová soutěž B. Martinů atd.) a držitel několika ocenění (2× Cena hejtmana Plzeňského kraje za vzornou reprezentaci, Cena Perla Plzeňského kraje, Cena Bohuslava Martinů za interpretaci, Cena Bulharský křišťál za průzračný hlas, atd.). Od roku 2015 je ho možno znát z YouTube, kam nahrává vlastní hudební tvorbu, ale i covery nejrůznějších písní od předních českých zpěváků. Kromě svých sólových projektů vystupuje také společně se svým bratrem Hynkem Hradeckým, s nejrůznějšími lidovými, dechovými, swingovými a tanečními kapelami či orchestry.

## Hudební kariéra
S aktivním sólovým vystupováním začal po vítězství v pěvecké soutěži v roce 2010. Po tomto jeho vítězství přišla celá řada dalších prestižních soutěží, kde si vyzpíval spousty předních míst a cen.
V roce 2015 se rozhodl společně se svým bratrem natáčet písně na YouTube, kde se posléze dostavilo mnoho pozitivních ohlasů a hudebních nabídek, po několika videoklipech se rozhodli vydat své první a rovnou autorské album s názvem Když se usmíváš (2017).
Jejich vlastní repertoár se tak rozrostl o mnoho vlastních písní, které jsou hrány na nejrůznějších rádiových stanicích. Spolu s účinkováním v hudebních pořadech na vlnách Českého Rozhlasu, Rádio Proglas a jiných se dostavily i nabídky od nejrůznějších televizí (Česká televize, TV NOE, ÓČKO TV atd.).
Vystudoval SŠINFIS v Plzni a v současné době je studentem Akademie múzických umění v Praze.

## Diskografie

### Alba

#### Oficiálně vydaná
- Když se usmíváš

### Singly
| Píseň                | Album           |
| -------------------- | --------------- |
| Pocity               | Když se usmíváš |
| Když se usmíváš      | Když se usmíváš |
| Loď snů              | Když se usmíváš |
| Dobrý ráno           | Když se usmíváš |
| Chci svůj život znát | Když se usmíváš |
| Přišla láska         | Když se usmíváš |
| Tvoje rodina         | Když se usmíváš |
| Naděje               | Když se usmíváš |
| Vzdálená             | Když se usmíváš |
| Léto jak má být      | Když se usmíváš |
| Kdy pochopíš         | Když se usmíváš |
| Čtyři stěny          | Když se usmíváš |